# Rotterdam Open 1981
Il Rotterdam Open 1981, conosciuto anche come ABN AMRO World Tennis Tournament 1981 per motivi di sponsorizzazione, è stato un torneo di tennis giocato sul sintetico indoor. È stata la 8ª edizione del Rotterdam Open facente parte del Volvo Grand Prix 1981. Si è giocato all'Ahoy Rotterdam indoor sporting arena di Rotterdam in Olanda Meridionale, dal 16 al 22 marzo 1981.

## Campioni

### Singolare
Jimmy Connors ha battuto in finale  Gene Mayer con il punteggio di 6–1, 2–6, 6–2

### Doppio
Fritz Buehning /  Ferdi Taygan hanno battuto in finale  Gene Mayer /  Sandy Mayer con il punteggio di 7–6, 1–6, 6–4